# Runsala
Runsala (uttal: [rʉnːsala], finska: Ruissalo) är en ö i Åbo. Ön har viss bosättning, men framförallt är den populär som friluftsområde. Den är känd för sin natur och sina 1800-talsvillor.
Terrängen på Runsala saknar större höjder. Öns area är 8,9 kvadratkilometer och dess största längd är 6,8 kilometer i öst-västlig riktning. Ön höjer sig omkring 35 meter över havsytan.
Runsala är en ö med naturpark i Åbo stad, känd för sin natur, för villor från ryska tiden och för musikfestivalen Ruisrock. Ön nås lätt med buss, bil och cykel och lämpar sig väl för cykelutfärder och promenader. Också en liten båt trafikerar från Aura å till Runsala. Ön tillhör Åbo nationalstadspark.
Naturen på Runsala är mycket speciell för finska förhållanden, med bland annat stora inslag av ek. Naturen presenteras i naturumet Tammenterho nära bron ut till ön. Här kan man också hyra cykel. I närheten ligger en naturpark med naturstigar. Längre ut på ön finns Åbo universitets botaniska trädgård.
Ön är ett populärt utflyktsmål. Allmänna badstränder finns i Folkparken nära fastlandet och längst ute på Saro udde, där det också finns en campingplats.